# Kreuzkapelle (Much)
Kreuzkapelle ist ein Ortsteil der Gemeinde Much im nordrhein-westfälischen Rhein-Sieg-Kreis. Namensgebend ist die Kapelle St. Johann Baptist.

## Geographische Lage
Kreuzkapelle liegt im Bergischen Land rund 2,5 km (Luftlinie) südwestlich des Kernorts von Much zwischen dessen Ortsteilen Bennrath im Osten und Herchenrath im Westen. Es befindet sich im Naturpark Bergisches Land südwestlich der Einmündung des kleinen Altenhegersiefen in den Wahnbach, der den am nördlichen Ortsrand gelegenen Herrenteich durchfließt. Durch die nördlichen Teile des kleinen Dorfs führt zwischen Bennrath und Herchenrath die Landesstraße 189, von der im Ort die Landesstraße 224 nach Süden in Richtung des Mucher Ortsteils Kranüchel abzweigt.

## Einwohner
1901 war Kreuzkapelle ein Gehöft mit 14 Einwohnern. Hier lebten die Haushalte Rektor Carl Funke, Lehrer Wilhelm Jacobs sowie Gastwirt und Kleinhändler Johann Schönenbroicher.

## Dorfleben
In Kreuzkapelle gibt es den Schützenverein Sankt Johannes e. V. Kreuzkapelle, die Teich Girls Kreuzkapelle (mehrfacher Deutscher Meister im Junioren-Schautanz) und den Billardverein 1. PBC Much/Kreuzkapelle. Außerdem sind je ein Kindergarten, Pfarrheim, Tiefbauunternehmen, Landgasthof mit Gästezimmern und Bolzplatz mit Basketballfeld vorhanden.

## Persönlichkeiten
- Josef Jacobs (1894–1978), Jagdflieger im Ersten Weltkrieg